# Mario Todorović
Mario Todorović (Dubrovnik, 11 oktober 1988) is een Kroatisch zwemmer. Hij vertegenwoordigde zijn land tweemaal op de Olympische Zomerspelen maar behaalde hierbij geen medaille.

## Belangrijkste resultaten
| Jaar | Olympische Spelen                          | WK langebaan                                                 | WK kortebaan                                               | EK langebaan                                                                      | EK kortebaan                                                                    |
| ---- | ------------------------------------------ | ------------------------------------------------------------ | ---------------------------------------------------------- | --------------------------------------------------------------------------------- | ------------------------------------------------------------------------------- |
| 2006 |                                            |                                                              |                                                            | 20e 50m vlinderslag 39e 100m vlinderslag                                          | 23e 50m vlinderslag 23e 100m vlinderslag 32e 50m vrije slag 33e 100m vrije slag |
| 2007 |                                            | 26e 50m vlinderslag 30e 100m vlinderslag 40e 50m vrije slag  |                                                            |                                                                                   | 8e 50m vlinderslag 8e 100m vlinderslag 12e 50m vrije slag 14e 100m vrije slag   |
| 2008 | 20e 100m vlinderslag 12e 4x100m wisselslag |                                                              | 6e 50m vlinderslag 13e 100m vlinderslag 18e 50m vrije slag | 4x100m wisselslag · 4e 50m vlinderslag · 8e 100m vlinderslag · 20e 50m vrije slag | 4x50m wisselslag · 6e 50m vlinderslag · 8e 100m vlinderslag                     |
| 2009 |                                            | 16e 50m vlinderslag 27e 100m vlinderslag                     |                                                            |                                                                                   | 4x50m wisselslag · 5e 50m vlinderslag · 6e 100m vlinderslag                     |
| 2010 |                                            |                                                              | 16e 50m vlinderslag 21e 100m vlinderslag                   | 5e 50m vlinderslag 18e 100m vlinderslag                                           | 6e 50m vlinderslag 7e 100m vlinderslag                                          |
| 2011 |                                            | 20e 50m vlinderslag 33e 100m vlinderslag 38e 100m vrije slag |                                                            |                                                                                   | 9e 50m vlinderslag 9e 100m vlinderslag 11e 4x50m wisselslag                     |
| 2012 | 28e 50m vrije slag                         |                                                              | geen deelname                                              | 22e 50m vrije slag 11e 50m vlinderslag 34e 100m vlinderslag                       | geen deelname                                                                   |

## Persoonlijke records
Bijgewerkt tot en met ??

### Kortebaan
| Afstand          | Tijd  | Datum            | Plaats    |
| ---------------- | ----- | ---------------- | --------- |
| 50m vrije slag   | 21,38 | 19 december 2009 | Sisak     |
| 100m vrije slag  | 47,35 | 20 december 2008 | Rijeka    |
| 50m vlinderslag  | 22,72 | 13 december 2009 | Istanboel |
| 100m vlinderslag | 50,29 | 10 december 2009 | Istanboel |

Langebaan
| Afstand          | Tijd  | Datum        | Plaats |
| ---------------- | ----- | ------------ | ------ |
| 50m vrije slag   | 22,30 | 5 juli 2009  | Rijeka |
| 100m vrije slag  | 48,77 | 4 juli 2009  | Rijeka |
| 50m vlinderslag  | 23,45 | 26 juli 2009 | Rome   |
| 100m vlinderslag | 52,09 | 31 juli 2009 | Rome   |